# Stenamma sandinista
Stenamma sandinista (лат.) — вид мелких муравьёв рода Stenamma из подсемейства Myrmicinae (Formicidae). Центральная Америка: Никарагуа (Jinotega: Reserva Natural Datanlí El Diablo).

## Описание
Мелкие муравьи, длина около 3 мм. Общая окраска тела тёмно-коричневого цвета, ноги и усики жёлто-коричневые. Длина головы рабочего (HL) 0,62—0,73 мм (ширина головы, HW — 0,56—0,70 мм). Длина скапуса усиков рабочего (SL) — 0,52—0,61 мм. Головной индекс (CI=HW/HL × 100) — 90—96, Индекс скапуса (SI=SL/HW × 100.) — 87—94. Усики 12-члениковые (булава из 4 сегментов). Глаза мелкие (до 5 омматидиев в самой широкой линии) расположены в переднебоковых частях головы. Жвалы с 6 зубцами (из них 4 апикальных). Клипеус в передней части с 2—4 мелкими тупыми выступами — зубцами. Стебелёк между грудкой и брюшком состоит из двух сегментов (петиоль + постпетиоль). Встречаются в тропических горных облачных, мезофильных лесах на высотах 900–1600 м. Вид сходен с таксонами Stenamma nanozoi, Stenamma nonotch, Stenamma saenzae, Stenamma schmidti, но Stenamma sandinista можно отличить от аналогичных форм по размеру глаза, строению жвал, лицевой скульптуре и волосистости брюшка. Вид был впервые описан в 2013 году американским мирмекологом Майклом Бранштеттером (Michael G. Branstetter; Department of Entomology, Калифорнийский университет в Дэвисе и Национальный музей естественной истории, Смитсоновский институт, Вашингтон, DC, США).